# Cornelia Halin Winter
Cornelia Halin Winter (* 1974 in Zürich) ist eine Schweizer Pharmazeutin und ordentliche Professorin an der ETH Zürich.

## Leben und wissenschaftliche Karriere
Cornelia Halin Winter ist in Zürich geboren und aufgewachsen. An der ETH studierte sie von 1993 bis 1998 Biochemie. Nach dem Diplomabschluss arbeitete sie sechs Monate lang im Department of Molecular Oncology bei Genentech in San Francisco. Ab 1999 arbeitete sie unter Dario Neri auf dem Gebiet des Antikörper-Engineerings und der Tumortherapie. Nach der Dissertation im Jahr 2002 ging sie an die Harvard Medical School und arbeitete dort im Labor von Ulrich von Andrian an Leukozytenmigration.
2005 kehrte sie für ein zweites Postdoktorat an die ETH zurück. Am Institut für pharmazeutische Wissenschaften unter Michael Detmar erforschte sie die Biologie der Lymphgefässe. Im Jahr 2008 wurde sie zur Assistenz-Professorin, 2014 zur ausserordentlichen Professorin und 2022 zur ordentlichen Professorin ernannt.

## Forschung
Die Forschung von Halin Winter beschäftigt sich vor allem mit der Untersuchung der Leukozyten-Migration durch die Lymphgefässe des Körpers. Ziel ist es, die molekularen Mechanismen besser zu verstehen, um neue therapeutische Ansatzpunkte für die Entwicklung entzündungshemmender Medikamente oder die Verbesserung von Impfstoffen zu finden.

## Mitgliedschaften und Mandate
- Treasurer der Swiss Society of Microcirculation and Vascular Research[3]

## Ehrungen, Auszeichnungen
2005: 1e ZONTA-PREIS 2005

## Publikationen (Auswahl)
- Enhancement of the antitumor activity of interleukin-12 by targeted delivery to neovasculature. In: Nature biotechnology. Band 20, Nr. 3, 1. März 2002, S. 264–269.
- Synergistic therapeutic effects of a tumor targeting antibody fragment, fused to interleukin 12 and to tumor necrosis factor α. In: Cancer research. Band 63, Nr. 12, 15. Juni 2003, S. 3202–3210.
- VEGF-A produced by chronically inflamed tissue induces lymphangiogenesis in draining lymph nodes. In: Blood, The Journal of the American Society of Hematology. Band 110, Nr. 9, 1. November 2007, S. 3158–3167.
- In vivo imaging of lymphocyte trafficking. In: Annual Review of Cell and Developmental Biology. Band 21. Annual Reviews, 10. November 2005, S. 581–603.
- The S1P-analog FTY720 differentially modulates T-cell homing via HEV: T-cell–expressed S1P1 amplifies integrin activation in peripheral lymph nodes but not in Peyer patches. In: Blood. Band 106, Nr. 4. American Society of Hematology, 15. August 2005, S. 1314–1322.
- Tumor‐targeting properties of antibody–vascular endothelial growth factor fusion proteins. In: International Journal of Cancer. Band 102, Nr. 2, 10. November 2002, S. 109–116.
- An unexpected connection: lymph node lymphangiogenesis and dendritic cell migration. In: Immunity. Band 24, Nr. 2, 1. Februar 2006, S. 129–131.